# Прва аналитичка група анјона
Прва аналитичка група аниона у аналитичкој хемији је група следећих анјона: , , , , , , , , , .

## Опште карактеристике
Таложе се из киселе средине као сребрне соли. Од тих соли, нерастворне у разблаженој азотној киселини су оне које имају анјоне: , , ,  и . 
Баријумове соли које садрже ове анјоне се растварају у води, осим .

## Опште реакције
Са сребро-нитратом се издвајају (најчешће сирасти) талози различитих боја. На пример, сребро-јодид је жут, сребро-хексацијаноферат(III) је наранџаст, а сребро-сулфид црн.
Концентрована сумпорна киселина реагује са свим анјонима ове групе, а разблажена само са: сулфидима, где се ослобађа водоник-сулфид, броматима, где се ослобађају бром и кисеоник и са цијанидима и хексацијанофератима где се ослобађа цијано-водоник. 
Оксидациона средства могу да оксидују: , , , , ,  и , али реакције ће зависити како од врсте оксидационих средстава, тако и од услова оксидације. Сулфиди се, рецимо, могу оксидовати до сумпор-диоксида, сулфата или елементарног сумпора:
Јака редукциона средства у зависности од услова редукују анјоне: , ,  и . 

## Доказивањејона
| реагенс          | производ         | детектовање промене    | реакције |
| калијум-дихромат | хромил-хлорид    | мркоцрвени гас/капљице |          |
| сребро-нитрат    | сребро-хлорид    | бео талог              |          |
| олово(II)-ацетат | олово(II)-хлорид | бео игличаст талог     |          |

| реагенс       | производ         | детектовање промене      | реакције |
| хлорна вода   | елементарни бром | жута до смеђа боја смеше |          |
| сребро-нитрат | сребро-бромид    | светложути талог         |          |

| реагенс       | производ        | детектовање промене | реакције |
| хлорна вода   | елементарни јод | љубичаста боја      |          |
| сребро-нитрат | сребро-јодид    | жути сирасти талог  |          |
| нитритни јон  | елементарни јод | бео игличаст талог  |          |

| реагенс                              | производ            | детектовање промене | реакције |
| амонијум-сулфид и гвожђе(III)-хлорид | гвожђе(III)-роданид | тамноцрвена боја    |          |

За доказивање  јона користи се и реакција стварања берлинског плавог.
| реагенс            | производ            | детектовање промене | реакције |
| гвожђе(III)-хлорид | гвожђе(III)-роданид | тамноцрвена боја    |          |
| соли кобалта       | комплексно једињење | плава боја раствора |          |
| сребро-нитрат      |                     | бео сирасти талог   |          |
| јони               | бакар(II)-роданид   | црни талог          |          |

| реагенс | производ                         | детектовање промене    | реакције |
| јони    | гвожђе(III)-хексацијаноферат(II) | берлинско плаво- талог |          |
| јони    | бакар(II)-роданид                | црни талог             |          |

| реагенс | производ                         | детектовање промене | реакције |
| јони    | гвожђе(II)-хексацијаноферат(III) | модри талог         |          |

| реагенс                            | производ            | детектовање промене                          | реакције |
| разблажена хлороводонична киселина | олово(II)-сулфид    | филтер хартија поцрни                        |          |
| цинк                               | водоник-сулфид      | мирис                                        |          |
| калијум-перманганат                | елементарни сумпор  | губи се боја перманганата, раствор се замути |          |
| натријум-нитропрусид               | комплексно једињење | црвенољубичаста боја                         |          |

| реагенс                               | производ         | детектовање промене   | реакције |
| калијум-бромид                        | елементарни бром | раствор се боји смеђе |          |
| натријум-нитрит или сумпорна киселина | бромид           | реакција за бромиде   |          |

| реагенс       | производ        | детектовање промене | реакције |
| калијум-јодид | елементарни јод | замућење            |          |

Нитрити редукују јодате до јодида.